# Несимметричные теории гравитации
Несимметричная теория гравитации (НТГ) Джона Моффата представляет собой вариант классической теории гравитации, который предлагает объяснение загадки темной материи.
В общей теории относительности гравитационное поле характеризуется симметричным тензором ранга 2, известным как метрический тензор. Возможность обобщения метрического тензора рассматривалась многими, в том числе Альбертом Эйнштейном. В общем случае (произвольный несимметричный) тензор всегда можно разложить на симметричную и антисимметричную части. Так как электромагнитное поле характеризуется антисимметричным тензором ранга 2, то существует очевидная возможность для построения единой теории в виде несимметричного тензора, состоящего из симметричной части, представляющей гравитацию, и антисимметричной части, представляющей электромагнетизм. Исследования в этом направлении в конечном счете оказались безуспешными: желаемой классической единой теории поля не было найдено.
В 1979 году Моффат заметил, что антисимметричная часть обобщенного метрического тензора не обязательно должна представлять электромагнетизм; она может представлять собой некий новый гипотетический вид взаимодействия. Позднее, в 1995 году, Моффат отметил, что поле, соответствующее антисимметричной части, не обязательно должно быть безмассовым, как это имеет место в случае с электромагнитным (а также гравитационным) взаимодействием.
В своем первоначальном виде теория может быть нестабильной, хотя это было показано только для линеаризованного варианта теории.
В приближении слабого поля, когда взаимодействие между полями не принимается во внимание, НТГ характеризуется симметричным тензорным полем ранга 2 (представляющим гравитацию), антисимметричным тензорным полем, а также константой, характеризующей массу антисимметричного тензорного поля. Было найдено, что антисимметричное тензорное поле должно удовлетворять уравнениям Максвелла-Прока для массивного антисимметричного тензорного поля. Это привело Моффата к предложению Метрической-Кососимметрично-Тензорной теории гравитации (Metric Skew Tensor Gravity) (MSTG), в которой кососимметрическое тензорное поле постулируется как часть гравитационного действия.
Новая версия MSTG, в которой кососимметрическое тензорное поле было заменено векторным полем, называется Скаляр-Тензор-Векторной теорией гравитации (англ.) (Scalar-tensor-vector gravity) (STVG). STVG, как и Модифицированная ньютоновская динамика (MOND) Мордехая Милгрома, предлагает вариант объяснения наблюдаемых пологих кривых вращения галактик.